# Pittsburgh Steelers

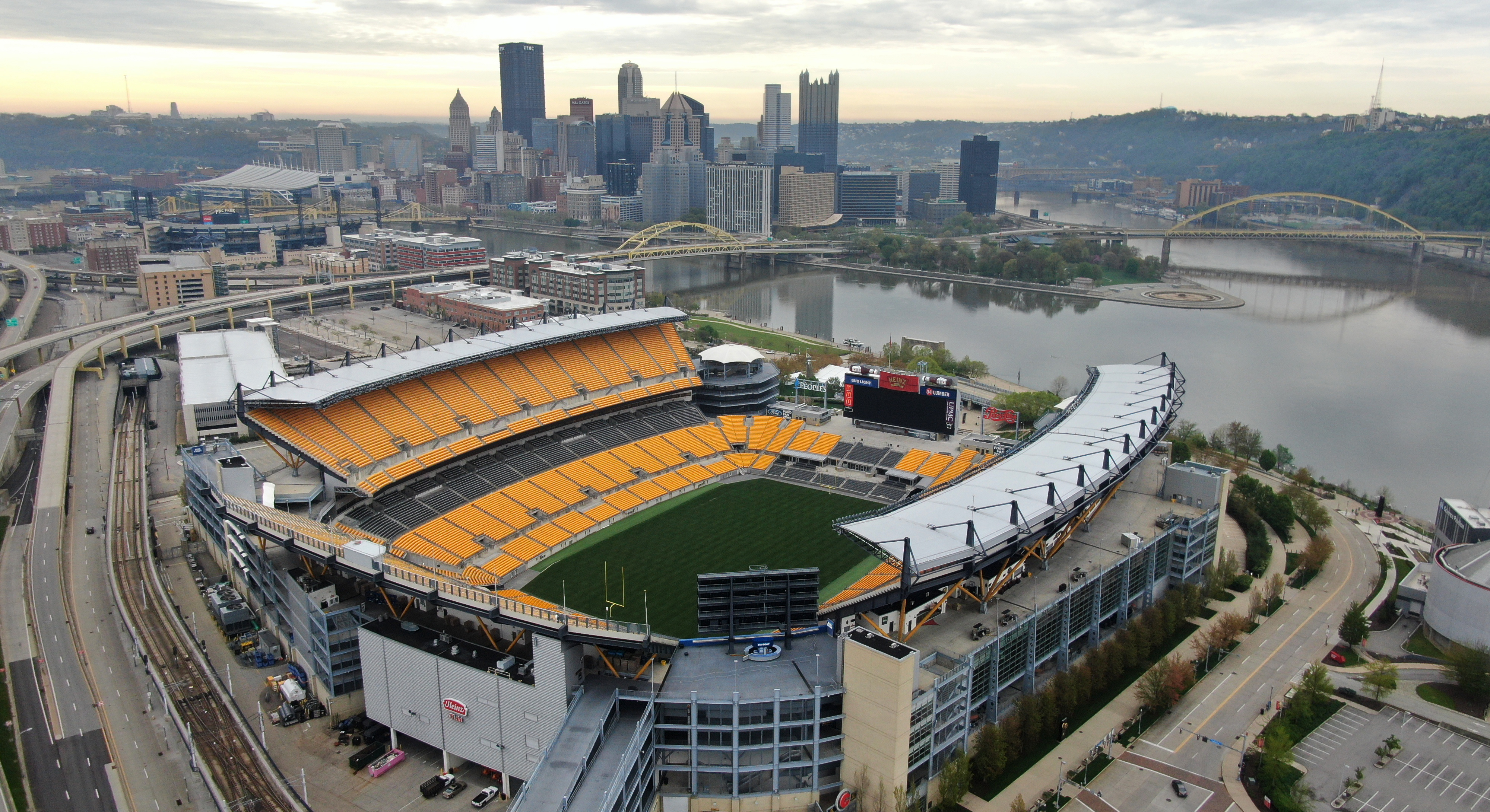
Acrisure Stadium i panorama Pittsburgha

Pittsburgh Steelers – zawodowy zespół futbolu amerykańskiego z siedzibą w Pittsburghu, w stanie Pensylwania. Drużyna jest obecnie członkiem Dywizji Północnej konferencji AFC ligi NFL.
Steelers są najstarszą i najbardziej utytułowaną franczyzą w konferencji. Zespół pojawił się w ośmiu finałach ligi i jest jednym z dwóch sześciokrotnych zwycięzców Super Bowl, obok New England Patriots. Steelers pojawili się w trzynastu mistrzostwach konferencji AFC. Byli też gospodarzami największej liczby finałów konferencji w całej lidze NFL. Drużyna Steelers, jako jedyna w historii ligi NFL, weszła do fazy play-off z szóstego, najgorszego miejsca w konferencji, by następnie wygrać wszystkie mecze, łącznie z finałem Super Bowl XL, po zwycięstwie nad Seattle Seahawks.
Zespół powstał pod nazwą Pittsburgh Pirates, by razem z Philadelphia Eagles oraz Cincinnati Reds (obecnie nieistniejącym) dołączyć w roku 1933 do ligi NFL jako drużyny rozszerzające. Pirates byli spadkobiercami tradycji innej drużyny z Pittsburgha, pierwszego zawodowego zespołu w historii futbolu, który byłby wciąż aktywny w tym czasie, gdyby nie restrykcyjne prawa moralne (tzw. blue laws) wprowadzone w niektórych stanach, zabraniające jakichkolwiek zajęć fizycznych w niedziele, zatem stojące w konflikcie z niedzielnymi meczami NFL. Nazwa Pirates została zmieniona na Steelers w roku 1941 w uznaniu pozycji przemysłu stalowego miasta i etyki zawodowej "niebieskich kołnierzyków", stanowiących dużą część kibiców drużyny. Dodatkowo szefostwo klubu chciało odróżnić go od zawodowej drużyny baseballowej noszącej tę samą nazwę.
Zawodnicy polskiego pochodzenia w Steelers: Ted Marchibroda (1953, 1955-1956), Marv Matuszak (1953-1956), Dick Modzelewski (1955), Joe Krupa (1956-1964), Gene Cichowski (1957), Lou Michaels (1961-1963), Jack Ham (1971–1982), Justin Strzelczyk (1990–1998), Mike Tomczak (1993-1999), Chris Gardocki (2004-2005), Jeremy Kapinos (2010–2012).